# Frank Ryan (Politiker)

Frank Ryan, 1936

Francis Richard „Frank“ Ryan (irisch Proinsias Ó Riain; * 11. September 1902 in Bottomstown bei Elton, County Limerick, Irland; † 10. Juni 1944 in Dresden-Loschwitz, Deutschland) war ein irischer Revolutionär, Republikaner, Journalist und Freiheitskämpfer.

## Leben
Frank Ryan war eines von neun Kindern (fünf Söhne, vier Töchter) des Lehrer-Ehepaars Vere Ryan und Ann Ryan, geb. Slattery. Er besuchte bis 1916 die örtliche Nationalschule und wechselte dann auf das St. Colman’s College in Fermoy. Nach seinem Abschluss 1921 erhielt er ein vom Bezirksrat des County Limerick vergebenes Stipendium für das University College Dublin (UCD).
Noch vor dem Waffenstillstand im Irischen Unabhängigkeitskrieg 1921, war er Mitglied der East Limerick Brigade der IRA geworden. Nach Abschluss des Anglo-Irischen Vertrags stellte er sich im Irischen Bürgerkrieg auf die Seite der Vertragsgegner und kehrte zu seiner IRA-Einheit zurück. Nachdem er von regulären Truppen des Irischen Freistaats gefangen genommen worden war, wurde er für 18 Monate in Hare Park im Curragh interniert. Während dieser Zeit gab er eine Lager-Zeitung heraus, An Giorrfhiodh. 
Nach seiner Freilassung im November 1923 nahm er sein Studium an der UCD wieder auf. An der Universität gab er das Magazin der Cumann Gaedhealach (deutsch: Gälische Gesellschaft), An Reult (deutsch: Der Stern), heraus. 1924 gewann er die Goldmedaille der Gesellschaft in der Disziplin Redekunst. Er war Mitbegründer des UCD Republican Clubs und an einer Protestkampagne beteiligt, die sich gegen die Einrichtung eines Offizierslehrgangs der irischen Armee am College wandte. 1925 machte er seinen Abschluss der Keltischen Studien mit einem cum laude.
Ryan arbeitete anschließend als Irisch-Lehrer an der Mountjoy-Schule, bis er die Anstellung wegen der Teilnahme an einem Protest gegen die Feierlichkeiten zum Waffenstillstands-Tag verlor. Er bekam nun in kurzer Zeit den Ruf eines Straßenredners und Straßenkämpfers. Er wurde einige Male wegen Zusammenstößen mit der Polizei verhaftet. Im Februar 1926 nahm er an den von Hanna Sheehy-Skeffington angeführten Protesten gegen die Aufführung von Seán O’Caseys Stück The Plough and the Stars im Abbey Theatre teil, das nach Meinung der Demonstranten die Männer und Frauen, die am Osteraufstand 1916 teilgenommen hatten, verspottete. Während dieser Zeit arbeitete er unter Todd Andrews für die Irish Tourist Association und gab das Magazin Irish Travel heraus. Er wurde Redakteur des IRA-Magazins An tÓglach und 1926 Adjutant in der Dubliner IRA-Brigade. 1929 wurde er Redakteur der IRA-Zeitung An Phoblacht, die zu dieser Zeit vom Britischen Staat observiert wurde. 
Als sich die IRA politisch immer weiter nach links bewegte, spiegelte sich das auch in Ryans An Phoblacht-Artikeln wider. 1930 besuchte er die Vereinigten Staaten und sprach bei einer republikanischen Gedenkfeier in New York. Er war Anhänger der sozialistischen Gesellschaft Saor Éire, die von der IRA im September 1931 gegründet worden war, betätigte sich dort aber nicht aktiv. Als die Regierung Ende 1931 begann gegen republikanische Aktivitäten durchzugreifen, wurde An Phoblacht rigoros unterdrückt. Ryan gab stattdessen die Zeitung Republican File heraus. Im Januar 1932 wurde er wegen Missachtung der Regierung zu drei Monaten Haft im Arbour Hill-Gefängnis verurteilt. Er weigerte sich Gefängniskleidung zu tragen und trat deshalb für zwölf Tage in einen Hungerstreik. Nach dem Wahlsieg der Fianna Fáil im März 1932 wurde er freigelassen.
Die Aktivitäten und Rekrutierungen der IRA hatten sich das ganze Jahr 1932 hindurch verstärkt und Konfrontationen zwischen Republikanern und der neuformierten Army Comrades Association, den so genannten Blauhemden, eskalierten immer häufiger. Im November 1932 erklärte Ryan:

„No matter what anyone says to the contrary, while we have fists, hands, and boots to use, and guns if necessary, we will not allow free speech to traitors.“

„Egal, was irgendjemand gegenteilig sagt, solange wir Fäuste, Hände und Stiefel gebrauchen können, und wenn nötig Waffen, werden wir Verrätern keine freie Meinungsäußerung erlauben.“

Bei der Generalversammlung der IRA 1933 sprach er sich für eine Rückkehr zur Politik der Saor Éire aus. Mit der Politik der IRA-Führung unzufrieden, lehnte er einen Vorstandsposten ab und trat als Herausgeber der Zeitung An Phoblacht zurück. Stattdessen engagierte er sich ab September 1933 in der Jugendorganisation der IRA, Na Fianna Éireann.
Im März 1934 erreichten die internen Streitigkeiten über die politische Ausrichtung der IRA ihren Höhepunkt. Ryan trat gemeinsam mit Peadar O’Donnell, George Gilmore und Michael Price aus der IRA aus, um den Republican Congress, eine Nachfolgepartei der gescheiterten Saor Éire zu gründen. Ryan gab wieder eine Parteizeitung heraus und versuchte den Congress landesweit zu etablieren. Im November 1934 und 1935 führte er Gegenveranstaltungen zum Waffenstillstands-Tag an, für die er Veteranen der britischen Armee und Republikaner gewinnen konnte. Nach vielversprechenden Anfängen wuchs der Congress jedoch nicht weiter und Ryan hatte Mühe, seine Zeitung über Wasser zu halten. Als im Juli 1936 der Spanische Bürgerkrieg begann, gehörte der Congress zu den wenigen in Irland, die sich Francos Putsch gegen die demokratisch gewählte Regierung widersetzten.
Joseph Kardinal MacRory hatte Eoin O’Duffy, den Gründer der Blauhemden, dazu angeregt, die Irish Brigade zur Unterstützung der Putschisten in Spanien aufzustellen. Als Vorsitzender der Irischen Bischofskonferenz in Maynooth verurteilte er alle, die sich auf die Seite der Spanischen Republik stellten. Ryan schrieb daraufhin:

„As a catholic, I will take my religion from Rome, but as an Irish republican I will take my politics neither from Moscow nor Maynooth.“

„Als Katholik werde ich meine Religion von Rom übernehmen, aber als irischer Republikaner lasse ich mir meine Politik weder von Moskau, noch von Maynooth vorschreiben.“

Ryan rekrutierte nun Iren, die für die republikanische Seite in Spanien kämpfen wollten. In Spanien war er rangältester irischer Offizier der Internationalen Brigaden. Er nahm im Februar 1937 an der Schlacht am Jarama teil, wo er verwundet wurde und deshalb im März nach Irland zurückkehrte. Dort gab er die linksgerichtete Zeitung Irish Democrat heraus und nahm in Dublin an einer gewalttätigen Kundgebung anlässlich der Krönung König Georgs VI. teil. Gegen seinen Willen wurde er bei den Wahlen im Juni 1937 als „antifaschistischer“ Kandidat für den Wahlbezirk Dublin Süd aufgestellt und holte 875 Stimmen. Nachdem er das Book of the XV. International Brigade veröffentlicht hatte, ging er nach Spanien zurück. Im März 1938 wurde er an der Aragon-Front erneut verwundet und von italienischen Truppen in Calaceite gefangen genommen. Ryan wurde unter harten Bedingungen in Burgos inhaftiert und zum Tode verurteilt. Thomas Munning, ein irischer Faschist, sagte gegen ihn aus. Von seinen Mitgefangenen wurde er bewundert, weil er den faschistischen Gruß verweigerte und die nationalistische Hymne nicht mitsang. Trotz des diplomatischen und politischen Drucks aus Irland, den Vereinigten Staaten und Großbritannien, wurde Ryans Todesurteil lediglich in eine Verurteilung zu 30 Jahren Zwangsarbeit umgewandelt. So blieb Ryan nach Ende des Bürgerkriegs zunächst in San Pedro de Cardeña, einem Konzentrationslager Francos, inhaftiert.
Zwei Agenten der deutschen Abwehr, Helmut Clissmann und Jupp Hoven, die Ryan seit den frühen 1930er-Jahren aus deren Zeit als Austauschstudenten in Dublin kannte, erwirkten seine Freilassung aus dem spanischen Gefängnis und brachten ihn im Juli 1940 nach Berlin. Er versuchte, gemeinsam mit Seán Russell, an Bord eines U-Boots nach Irland zu gelangen. Als Russell auf See an einer Bauchfellentzündung starb, kehrte das Boot zurück nach Deutschland. Ryans gesundheitlicher Zustand verschlechterte sich in den nächsten Jahren zunehmend. 1942 erlitt er einen Schlaganfall. 
Frank Ryan starb in einem Sanatorium in Loschwitz, einem Stadtteil von Dresden, und wurde dort auch zunächst beerdigt. Nach jahrelangen Anstrengungen seiner Familie (besonders seiner Schwester Eilís) und seiner ehemaligen Kameraden, wurden seine sterblichen Überreste am 20. Juni 1979 nach Irland überführt und auf dem Glasnevin Cemetery in Dublin begraben.

## Nachwirkung
Bis heute beschäftigen sich Historiker mit der Frage, ob Frank Ryan in den letzten vier Jahren seines Lebens mit den Nazis kollaboriert hat. 
Es gilt heute als gesichert, dass die internationalen Versuche, Ryan aus der spanischen Haft zu befreien, das Interesse von Admiral Canaris, dem Chef der deutschen Abwehr, geweckt hatten. Canaris, der die Einsätze der Wehrmacht im Spanischen Bürgerkrieg im Hintergrund koordiniert hatte, erwirkte, in Absprache mit Franco, Ryans Freilassung und dessen Übergabe in deutschen Gewahrsam.
Der Geheimdienst brachte ihn in Berlin mit Seán Russell zusammen, dem ehemaligen Stabschef der IRA und seinerzeit politischen Gegner Ryans, der gerade aus den USA gekommen war. Russell soll in Deutschland für Sabotage-Akte ausgebildet worden sein. Darüber hinaus gab es ernsthafte Überlegungen, aus irischen Kriegsgefangenen eine Einheit für den Kampf gegen England aufzustellen. Es darf jedoch davon ausgegangen werden, dass Ryan von Russells Auftrag und dem damit verbundenen Unternehmen Taube, die Überfahrt mit dem U-Boot von Wilhelmshaven nach Irland, nichts wusste. Nach Russells Tod an Bord des Bootes – Spekulationen, Ryan habe Russell ermordet, sind inzwischen ebenfalls widerlegt – weigerte sich Ryan, allein in Irland an Land zu gehen, weshalb das Unternehmen abgebrochen wurde. Ein weiterer Versuch, Ryan per Flugzeug nach Roscommon zu bringen, kam aufgrund des bevorstehenden Überfalls auf die Sowjetunion nicht zustande.
Generell gab es unter den irischen Republikanern immer Strömungen, die eine Zusammenarbeit mit den Deutschen im Kampf gegen den gemeinsamen Feind, England, anstrebten. Wie im Ersten Weltkrieg, wurde auch im Zweiten Weltkrieg diskutiert, ob man für die republikanische Sache mit reaktionären Mächten zusammenarbeiten dürfe. Es gibt aber bis heute keinen Beweis, dass Ryan eine wichtige Rolle als Informant oder Kollaborateur gespielt hat. Seán Cronin, ebenfalls früherer Stabschef der IRA, schrieb in seiner 1980 erschienenen Ryan-Biografie:

„He worked for no one. He was his own master.“

„Er hat für niemanden gearbeitet. Er war sein eigener Herr.“

Selbst wenn Ryan darauf gesetzt haben sollte, dass ein Sieg der Deutschen Vorteile für die irischen Republikaner gebracht und er Informationen über innere irische Verhältnisse weitergegeben hätte, war nach der verlorenen Luftschlacht um England und dem misslungenen Versuch einer Invasion der gegenseitige Nutzen belanglos geworden.
Ryan wurde als „Ehrengast“ behandelt und genoss als „Vertreter der IRA“ quasi Diplomatenstatus. Da er sein Überleben dem Schutz durch Canaris zu verdanken hatte, kann spekuliert werden, was aus Ryan geworden wäre, wenn er zu dem Zeitpunkt, als Canaris‘ Verbindungen zum Attentat vom 20. Juli 1944 bekannt wurden, noch gelebt hätte.
Während seiner Zeit in Deutschland trug er den Decknamen Frank Richards, der letztlich auch auf seinem Grabstein in Dresden stand. Nach dem Krieg wurde sein Grab unter der Staatsführung der DDR als das eines Freiheitskämpfers geehrt. Die Einstellung der irischen Öffentlichkeit zum Spanischen Bürgerkrieg änderte sich in den 1970er-Jahren. Hatte man ihn früher als einen kommunistischen Krieg gegen den Katholizismus gesehen, wurde daraus nun in der Rückschau ein Konflikt zwischen progressiven demokratischen Werten auf der einen, und dem Faschismus auf der anderen Seite. Ryan, als Anführer der Iren in Spanien, personifizierte diese Werte.
Die Exhumierung Ryans erfolgte in der DDR mit vollen militärischen Ehren. Bei seiner Bestattung in Glasnevin waren Vertreter sämtlicher republikanischer Schattierungen anwesend, so dass die Irish Times von einem „Ereignis von historischer Bedeutung“ schrieb.

## Trivia
- Der Folksong Viva la Quinta Brigada des irischen Sängers Christy Moore ist in weiten Zügen eine Hommage an Frank Ryan.[5][6]
- Die englisch-irische Band The Pogues erwähnt Frank Ryan in einer Zeile ihres Songs The Sick Bed of Cúchulainn.[7]